# Campionati francesi di ski cross 2007
I Campionati francesi di ski cross 2007 si sono svolti a Avoriaz il 22 aprile. Il programma ha incluso sia la gara femminile che la gara maschile. 
Trattandosi di competizioni valide anche ai fini del punteggio FIS, vi hanno partecipato anche sciatori di altre federazioni, senza che questo consentisse loro di concorrere al titolo nazionale francese.

## Risultati

### Uomini
| Pos. | Atleta          | Nazione |
| ---- | --------------- | ------- |
| 1    | Simon Bastelica | Francia |
| 2    | Robin Lenel     | Francia |
| 3    | Antoine Galland | Francia |
| 4    | Lionel Dupont   | Francia |

### Donne
| Pos. | Atleta            | Nazione |
| ---- | ----------------- | ------- |
| 1    | Méryll Boulangeat | Francia |
| 2    | Helena Galland    | Francia |
| 3    | Marion Josserand  | Francia |
| 4    | Alizee Boulangeat | Francia |